# Arrêt de tranche
 (mars 2020).

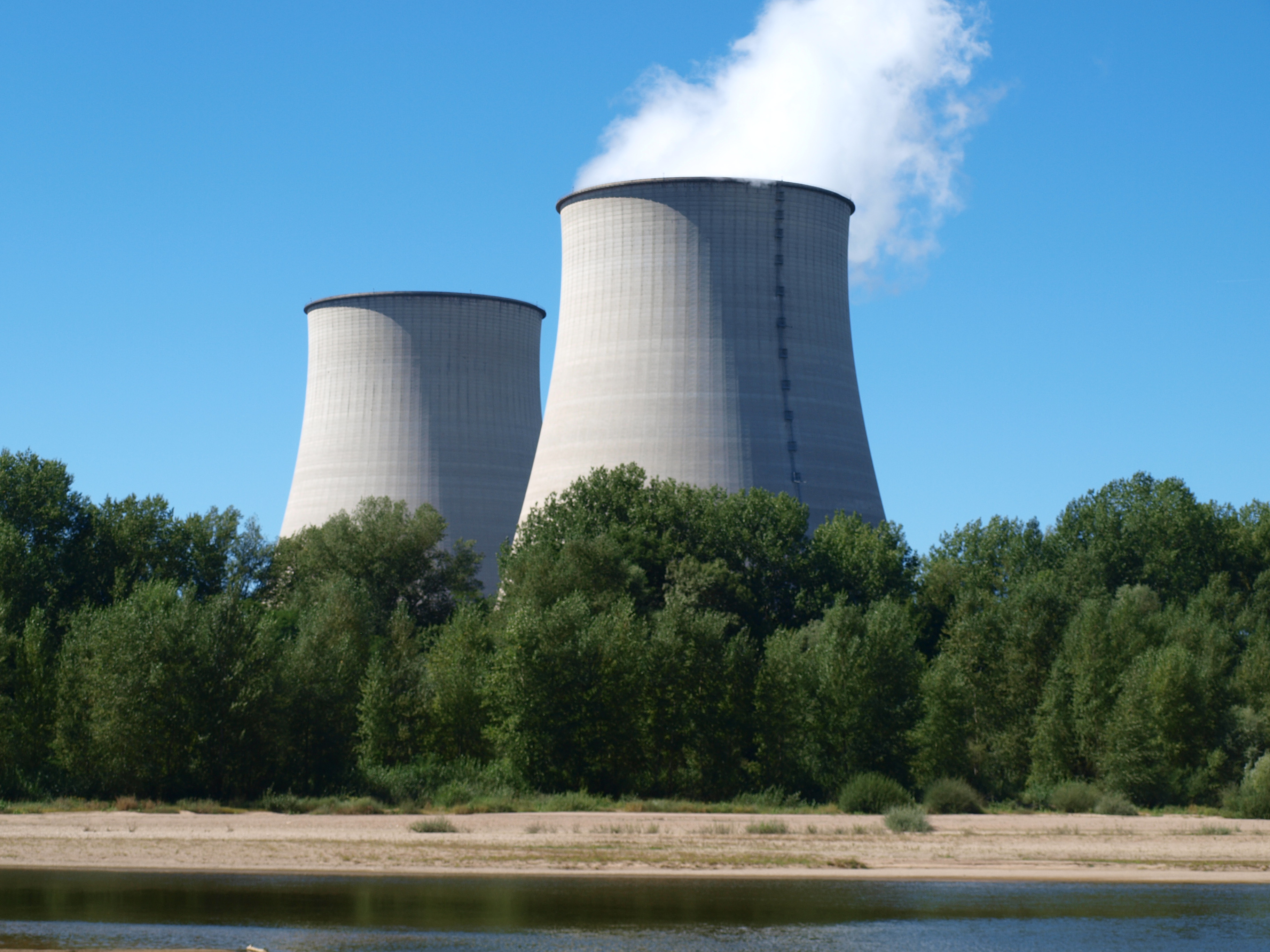
Une des tranches de la Centrale nucléaire de Belleville est à l'arrêt

Un arrêt de tranche est un arrêt de la production d'un réacteur nucléaire dans une centrale nucléaire. Ces arrêts sont nécessités tous les 12 ou 18 mois environ (selon le taux de fonctionnement du réacteur) pour remplacer le combustible nucléaire usé et procéder à des opérations de contrôle et de maintenance sur des parties de l'installation qui ne sont normalement pas accessibles pendant son fonctionnement normal,.

## Déroulement
Les étapes clés d'un arrêt de tranche sont les suivantes:
1. Mise à l'arrêt à froid du réacteur
2. Ouverture de la cuve
3. Déchargement du combustible
4. Maintenance du réacteur complètement déchargé
5. Rechargement du combustible
6. Fermeture du circuit primaire et mise sous vide
7. Redémarrage du réacteur

## Différents types d'arrêt de tranche
Il existe en principe trois types différents d'arrêt de tranche.

### Arrêt pour simple rechargement (ASR)
Il s’agit des arrêts de tranche pour renouveler un tiers du combustible du réacteur, d'une durée de 30 jours environ. Les ASR sont effectués tous les 12 ou 18 mois environ.

### Visite partielle (VP)
Il s'agit non seulement de renouveler un tiers du combustible mais aussi d'effectuer des opérations de maintenance plus avancées. D'une durée de 60 jours environ, les VP sont effectuées en alternance avec les ASR.

## En France
En France, les arrêts de tranche sont effectués tout au long de l'année, ils sont programmés en fonction des prévisions de consommation d'électricité donc en dehors des périodes de forte consommation (hiver) liées à l'utilisation massive du chauffage électrique. Les opérations de maintenance sont effectuées par des entreprises sous-traitantes d'EDF, 7 à 8 arrêts de tranche simultanés peuvent toucher le parc nucléaire français. Pour assurer la maintenance de l'ensemble du parc électro-nucléaire français, 9500 agents EDF sont habilités et les entreprises prestataires habilitées emploient 20 000 salariés. Pendant l'arrêt d'une tranche, plus de 1000 personnes travaillent sur l’installation.
L'Autorité de sûreté nucléaire met en ligne, depuis 2005, des avis d'information sur les arrêts de tranche dans lesquels elle présente le contexte de l'arrêt, les principaux chantiers réalisés, les actions de contrôle ainsi que les principaux événements survenus au cours de l'arrêt.

### Lesnomades du nucléaire
Selon Annie Thébaud-Mony, directrice de recherche à l'Inserm, EDF a choisi de confier les travaux de maintenance de ses centrales nucléaires à des entreprises prestataires extérieures car, du fait du caractère saisonnier de ces missions, il serait impossible pour le personnel permanent EDF d'assurer le travail de maintenance tout en respectant les limites annuelles de doses radioactives. 
En 1995, selon Dominique Huez, médecin du travail EDF, les sous-traitants reçoivent 80 % de la dose collective reçue sur l'ensemble des travaux de maintenance et sont trois fois plus touchés par les accidents du travail. Et cette dose est trois fois et demie supérieure à celle que subissent les agents EDF.